# VLS合成法
VLS合成法采用激光融化的粒子或者一种原料气硅烷作源（材料）,然后把源(材料)暴露在一种催化剂中。对纳米线来说，最好的催化材料是液体金属（比如金）的纳米簇。它可以被以胶质的形式购买，然后被沉积在基质上或通过去湿法从薄膜上自我组装。
源（材料）进入到这些纳米簇中并充盈其中。一旦达到了超饱和，源（材料）将固化，并从纳米簇上向外生长。最终产品的长度可由源材料的供应时间来控制。具有交替原子的超级网格结构的化合物纳米线可以通过在生长过程中交替源（材料）供应来实现。